# Готтфрід Клінгеманн
Готтфрід Клінгеманн (нім. Gottfried Klingemann; 28 січня 1884, Берлін — 18 жовтня 1953) — німецький офіцер, бригадефюрер СС і генерал-майор військ СС (31 березня 1942). Кавалер Німецького хреста в золоті.

## Біографія
16 вересня 1903 року вступив в 13-й піхотний полк. Учасник Першої світової війни, ад'ютант 96-ї резервної бригади і 1-го гвардійського гренадерського полку. В червні 1919 року демобілізований. Успішно займався бізнесом. 1 грудня 1931 року вступив в НСДАП (квиток №817 565), 15 червня 1932 року — в СА і був зарахований в групу «Вестфалія». 21 листопада 1933 року покинув СА і вступив у Добровольчу службу праці керівником Головної служби в Мюнстері. 31 березня 1935 року залишив посаду і наступного дня вступив у вермахт, керівник бойової підготовки в Ельсі, з 28 лютого 1936 року — в Гольдапі. З 7 жовтня 1936 року — командир прикордонного ландверного полку і начальник бойової підготовки в Алленштайні. 13 квітня 1937 року вийшов у відставку і вступив у СС (посвідчення №290 318), керівник Центрального відділу І/2 Головного управління СД, одночасно з 9 листопада 1937 року — начальник школи СД в Бернау. 22 грудня 1939 року переведений в підрозділи «Мертва голова». З 1 березня 1940 року — командир 13-го штандарту СС «Мертва голова» «Остмарк». З 21 червня 1941 року — командир 4-го піхотного полку СС, з 20 жовтня 1941 року — 2-ї моторизованої бригади СС. 21 червня 1943 року відкликаний з фронту і призначений начальником юнкерського училища СС в Бад-Тельці. З 1 серпня 1943 року — начальник 2-ї інспекції (піхота) управлінської групи С Головного оперативного управління СС. 1 березня 1944 року очолив танковий навчальний запасний батальйон СС. 31 травня здав командування і переведений в оберабшніт СС «Шпре». В кінці 1944 року переведений в штаб боротьби з бандформуваннями.

## Нагороди
- Залізний хрест 2-го і 1-го класу
- Ганзейський Хрест (Гамбург)
- Хрест «За військові заслуги» (Австро-Угорщина) 3-го класу з військовою відзнгакою
- Почесний хрест ветерана війни з мечами
- Застібка до Залізного хреста 2-го і 1-го класу
- Німецький хрест в золоті (23 лютого 1943)